# 2016年5月中国大陆

## 5月1日
- 零时，北京民族饭店开出第一张北京酒店业增值税专用发票，自此实施66年的营业税告别历史舞台。[1]

## 5月8日
- 福建三明泰宁县开善乡发生山体滑坡，有人员被困。[2]

## 5月11日
- 京津冀三地民政部门签署《京津冀救灾物资协同保障协议》。[3]

## 5月12日
- 中华人民共和国外交部部长王毅在卡塔尔多哈参加中国-阿拉伯国家合作论坛第七届部长级会议[4][5]。

## 5月13日
- 中华人民共和国外交部部长王毅对突尼斯进行正式访问[6]。

## 5月21日
- 中华人民共和国外交部部长王毅访问哈萨克斯坦、吉尔吉斯斯坦、乌兹别克斯坦并出席上海合作组织外长会议[7]。

## 5月31日
- 中华人民共和国外交部部长王毅对加拿大进行正式访问，并举行首次中加外长年度会晤[8]。